# Brest Bretagne Handball
Brest Bretagne Handball, pe scurt BBH, este un club de handbal feminin din Brest, Franța, care evoluează în Divizia 1, primul eșalon al ligii feminine franceze de handbal. 
Brest Bretagne Handball a fost fondat în 2004 sub numele de HBF Arvor 29, rezultat al fuzionării cluburilor Brest Penn-ar-Bed și Lesneven-Le Folgoët. Campioană a Franței în 2012, echipa a retrogradat administrativ, din motive financiare, în Divizia a 3-a, și și-a schimbat pentru doi ani numele în HBC Brest Penn ar Bed. În 2014, clubul a adoptat denumirea de Brest Bretagne Handball (BBH). În 2016, BBH a devenit prima echipă din divizia secundă care a câștigat vreodată Cupa Franței.

## Nume anterioare
| Nume                     | Perioadă  |
| ------------------------ | --------- |
| HBF Arvor 29             | 2004–2009 |
| Arvor 29 - Pays de Brest | 2009–2012 |
| Brest Penn Ar Bed        | 2012–2014 |
| Brest Bretagne Handball  | 2014–     |

## Palmares
Conform paginii oficiale:
- Liga Campionilor:
  - Finalistă (1): 2021
  - Sfertfinalistă: 2022

- Cupa EHF:
  - Sfertfinalistă: 2017, 2018

- Divizia 1 (Ligue Butagaz Énergie)
  -  Câștigătoare (2): 2012, 2021
  -  Vicecampioană (5): 2011, 2017, 2018, 2022, 2023

- Cupa Franței (Coupe de France)
  -  Câștigătoare (3): 2016, 2018, 2021
  - Finalistă (1): 2019
  - Semifinalistă (4): 2011, 2012, 2017, 2023

- Cupa Ligii de Handbal Feminin:
  -  Câștigătoare (1): 2012
  - Finalistă (1): 2011

- Divizia 2
  - Câștigătoare (2): 2008, 2016

- Divizia 3
  - Câștigătoare (2): 2005, 2014

## Echipa

### Lotul de jucătoare
Echipa în sezonul 2022-23:
| Portari - 12 Petra Marinović - 16 Cléopâtre Darleux - 97 Julie Foggea Extreme stânga - 02 Constance Mauny - 10 Coralie Lassource - 17 Estel Memana Extreme dreapta - 03 Alicia Toublanc - 55 Pauline Coatanea Pivoți - 20 Merel Freriks - 22 Pauletta Foppa - 34 Tatjana Brnović | Intermediari stânga - 06 Helene Fauske - 09 Đurđina Jauković - 19 Elisa Técher Coordonatori - 42 Jenny Carlson - 96 Itana Grbić Intermediari dreapta - 08 Monika Kobylińska - 21 Aïssatou Kouyaté - 63 Eva Jarrige |

### Banca tehnică
Sezonul 2022-23
| Post                    | Naționalitate/Nume |
| ----------------------- | ------------------ |
| Antrenor principal      | Pablo Morel        |
| Antrenor secund         | Damien Nédélec     |
| Antrenor pentru portari | Mathieu Kreiss     |
| Preparator fizic        | Tom Folain         |

## Antrenori
| Perioadă  | Antrenor principal                   |
| --------- | ------------------------------------ |
| 0–2009    | Thierry Guégan                       |
| 2009–2012 | Laurent Bezeau                       |
| 2012–2013 | Damien Nédélec și Catherine Colleter |
| 2013–2021 | Laurent Bezeau                       |
| 2021–0    | Pablo Morel                          |

## Săli
Până în 2012, echipa Arvor 29 a jucat în sala „Kerjezequel” din Lesneven, dotată cu 866 de locuri pe scaune. După ce a investit succesiv în sala liceului Jean Guéguéniat și în sala „Marcel-Cerdan” din Brest, echipa BBH a început, odată cu sezonul 2014-2015, să joace în Brest Arena, o sală cu o capacitate de 4.077 locuri.

## Jucătoare notabile
- Allison Pineau
- Alexandra Lacrabère
- Maud-Éva Copy
- Astride N'Gouan
- Kalidiatou Niakaté
- Amandine Tissier
- Marta Mangué
- Melinda Geiger
- Ana Gros
- Amra Pandžić
- Sandra Toft
- Isabelle Gulldén
- Filippa Idéhn
- Slađana Pop-Lazić
- Evgenija Minevskaja
- Tonje Løseth
- Helene Fauske
- Monika Kobylińska